# Vianges
Vianges település Franciaországban, Côte-d’Or megyében. Lakosainak száma 36 fő (2022. január 1.). Vianges Censerey, Bard-le-Régulier, Brazey-en-Morvan, Diancey és Marcheseuil községekkel határos.

## Népesség
A település népessége az elmúlt években az alábbi módon változott:
| Lakosok száma | 105  | 65   | 50   | 75   | 55   | 47   | 40   | 39   | 38   | 36   |
|               | 1968 | 1982 | 1990 | 2006 | 2013 | 2015 | 2017 | 2019 | 2020 | 2022 |